# Ossido di potassio
L'ossido di dipotassio (K2O) è un composto ionico di potassio e ossigeno. Questo solido giallo pallido, il più semplice degli ossidi di potassio, è un composto raro e altamente reattivo. Alcuni materiali di commercio, come fertilizzanti e cementi, vengono dosati assumendo la composizione percentuale che sarebbe equivalente alla miscela di composti chimici K2O.

## Produzione
L'ossido di potassio è prodotto dalla reazione di ossigeno e potassio; questa reazione fornisce perossido di potassio, K2O2. Il trattamento del perossido con potassio produce l'ossido:
{\displaystyle {\ce {K2O2 + 2 K -> 2 K2O}}}
In alternativa e più convenientemente, K2O viene sintetizzato riscaldando il nitrato di potassio con il potassio metallico:
{\displaystyle {\ce {2 KNO3 + 10 K -> 6 K2O + N2}}}
Un'altra possibilità è di riscaldare il perossido di potassio a 500 °C che si decompone a quella temperatura dando ossigeno puro e ossido di potassio:
{\displaystyle {\ce {2 K2O2 -> 2 K2O + O2}}}
L'idrossido di potassio non può essere ulteriormente disidratato nell'ossido ma può reagire con il potassio fuso per produrlo, liberando l'idrogeno come sottoprodotto:
{\displaystyle {\ce {2KOH + 2K <=> 2K2O + H2}}}

## Proprietà e reazioni
K2O cristallizza nella struttura dell'antifluorite. In questo motivo le posizioni degli anioni e dei cationi sono invertite rispetto alle loro posizioni in CaF2, con ioni di potassio coordinati a 4 ioni di ossido e ioni di ossido coordinati a 8 ioni potassio. K2O è un ossido basico e reagisce con l'acqua violentemente per produrre l'idrossido di potassio caustico. Essendo inoltre deliquescente, può reagire assorbendo l'acqua dall'atmosfera.